# M-84AS1主战坦克
M-84AS1主战坦克  是M-84主战坦克经大幅现代化改进的型号，由军事技术研究所设计并由塞尔维亚Technical Overhaul Institute "Čačak" （技术检修研究所 "查查克"）生产。首个型号被命名为M-84AS1，于2017年推出。后来的修订型号包含许多改进，并于2020年和2021年推出。
最新的AS1和AS2型采用了塞尔维亚新开发的模块化爆炸反应装甲、现代战场管理和火控系统、遥控武器系统和其他更新。共有21个子系统得到了现代化更新。AS1和AS2并行开发，可通过实施升级改造的子系统数量及对炮塔的改造来区分，后者包括遥控武器系统、车长舱口和安装的设施等。一旦大规模现代化生产改造开始，AS2可能会被用作指挥官坦克。

## 设计和开发

### 历史
塞尔维亚老旧的M-84的现代化势在必行，这给军事技术研究所和塞尔维亚国防工业提出了众多任务和挑战。
塞尔维亚从南斯拉夫继承了大约212辆M-84，其中大多数自接收以来从未经历过任何现代化。尽管塞尔维亚于2004年提出了名为M-84AB1（后更名为M-84AS）的M-84现代化计划，其中包含多种俄罗斯武器系统，但该计划从未大规模采用，并且只有10辆M-84升级至此标准，可能是由于当时塞尔维亚的金融和政治状况。
从那时起，世界各地的坦克设计都出现了许多根本性的改进，例如采用爆炸反应装甲、更新的子系统和光学系统，甚至主动防护系统。很明显，M-84AS目前的现代化也已过时，需要一个全新的现代化计划使M-84可在有效性和防护方面达到世界领先水平。

### M-84AS1 (2017)
2017年的第一个版本M-84AS1与M-84A和基本型M-84（包括T-72的原始型号）相比进行了多项更改和改进。
采用国产第一代爆炸反应装甲（对比“接触”-5），覆盖了更大面积的前炮塔和相当大的前板部分，提供了更好的防护。配备了国产激光和雷达预警系统的新型火控系统及12.7mm远程控制武器系统和软主动防护套件。车体后部和炮塔进一步安装了笼式装甲，而车体正面的装甲板则保留下来。
尽管这些变化比之前的M-84有所改进，但这种设计仍然存在重大缺陷，尤其是在防护方面。它因反应装甲覆盖范围低、传感器位置不佳和态势感知能力低而受到批评。在认识到了这个初始版本的弱点后，军事技术研究所开始了现代化计划的进一步开发。其结果便是2020年推出的改进后的M-84AS1。

### M-84AS1 (2020)
2020年的M-84AS1纠正了2017年之前的型号中发现的许多缺陷。设计师表示，炮塔和车体几乎完全被国产第二代爆炸反应装甲M19覆盖，增强了防御攻顶导弹或串联装药导弹等现代威胁的能力。总共集成了九个新的子系统。其中包括改进的火控系统，带有集成的日/夜瞄准器和新式传感器。
开发了新形式的被动和主动保护系统。通过使用更好的模块化爆炸反应装甲组合来增强对FGM-148标枪导弹等攻顶导弹的防护，该装甲可保护炮塔顶部，而软杀伤主动防护系统使用带有红外烟雾的烟雾手榴弹来创建烟幕，以便阻止导弹制导。日/夜热感摄像机和带有6个弱光摄像机的车长瞄准镜以及其他传感器可提高坦克乘员的态势感知能力。用于探测雷达、激光指示和发射火箭的预警传感器与烟雾弹相结合，自动向威胁投掷以实现保护。还存在用于防御火箭推进式手榴弹的附加板条装甲。自动灭火器能够在几毫秒内与现代紫外线传感器做出反应，进行火灾探测，以阻止罐舱内的爆炸。增加了带有12.7mm机枪的新型遥控武器系统，以便车长可以在炮塔内安全操作。总共开发了约21个新子系统，以提高M-84AS1和M-84AS2的生存能力、机动性和精度。新传感器和自动化流程增强了CBRN防御能力。带有现代化热套管的新型125mm坦克炮将在Borbeni složeni sistemi工厂生产，新型弹药具有更好的穿透力和爆炸特性，包括125mm燃料空气炸弹。据了解，向坦克配发的APFSDS炮弹（尾翼稳定脱壳穿甲弹）在2公里射程内具有500毫米的穿透力。

## 生产
许多公司将参与坦克子系统的生产，而Tehnički remontni zavod Čačak将成为军事技术研究所（贝尔格莱德）指导下进行现代化坦克设计的核心。
参与生产M-84AS1坦克和子系统的生产商有：
- Technical Overhauling Institute "Čačak"——反应装甲和其他装甲，[30]检修和现代化中心[31]和设计新坦克
- ATB Sever——自动装弹系统[32]
- Sloboda（英语：Sloboda (company)）——弹药[33]和排烟装置
- PPT Namenska（英语：PPT Namenska）——液压系统、传动部件和炮塔运动系统[34]
- Teleoptik žiroskopi——光学器件、陀螺仪和陀螺仪装置以及带有软件、电子器件和主动防护系统电子元件的火控系统[35]
- Zastava kovačnica[36]（扎斯塔瓦武器公司的子公司）——坦克履带[37]
- 14. oktobar（英语：14. oktobar）——核心供应商[38]，模块化坦克发动机制造商，发动机和传动部件、弹药外壳部件的生产[39][40]
- Yugoimport SDPR（英语：Yugoimport SDPR）——125mm火炮和炮筒，[24]焊接炮塔、遥控武器系统、放射-逻辑-化学子系统、灭火子系统[41][28]
- EI Opek——自动灭火器、坦克弹药引信的累积电荷泄漏检测[42][25]
- Imtel komunikacije[43]，贝尔格莱德——UORZ雷达预警和测向系统[44]（保护系统的一部分）
- 扎斯塔瓦武器公司——12.7mm机枪和7.62mm同轴机枪

## 效果
塞尔维亚国产的M-84AS1和M-84AS2所采用的许多改进比目前为T-72开发的其他一些现代化项目取得了更好的最终结果。虽然某些T-72版本的基本装甲比M-84的基本装甲更好，但额外的更新且位置更好的模块化爆炸反应装甲将提供更好的掩护和保护，新系统将通过更好的火炮和弹药提供更好的附加态势感知。新坦克型号将采用对常规T-72发动机进行改进后的发动机（功率从780马力增加到840马力），与大多数其他现代化T-72型号相比，M-84AS1在战斗中更具有整体优势。在防护方面，它通常被认为比俄罗斯T-72B3同类产品还要好。

## 引文
1. ↑  .   [2023-08-25]. （原始内容存档于2023-08-06）.
2. 1 2  .   [2023-08-25]. （原始内容存档于2021-04-25）.
3. ↑  .   [2023-08-25]. （原始内容存档于2022-10-08）.
4. ↑  .   [2023-08-25]. （原始内容存档于2022-02-05）.
5. ↑  .   [2023-08-25]. （原始内容存档于2024-04-22） （英语）.
6. ↑  .   [2023-08-25]. （原始内容存档于2021-10-25）.
7. ↑  . 2020-10-06  [2023-08-25]. （原始内容存档于2022-10-08）.
8. ↑  . 2020-06-10  [2023-08-25]. （原始内容存档于2023-03-20）.
9. 1 2  .   [2023-08-25]. （原始内容存档于2023-05-29）.
10. ↑  .   [2023-08-25]. （原始内容存档于2022-10-08）.
11. ↑  Foss, Christopher F. . IHS Jane's 360. 贝尔格莱德. 2017-07-06  [2017-07-07]. （原始内容存档于2017-07-06）.
12. ↑  .   [2023-08-25]. （原始内容存档于2021-04-26）.
13. ↑  . 2020-10-06  [2023-08-25]. （原始内容存档于2023-01-28）.
14. 1 2  .   [2023-08-25]. （原始内容存档于2022-10-08）.
15. ↑  .   [2023-08-25]. （原始内容存档于2022-10-08）.
16. ↑  .   [2023-08-25]. （原始内容存档于2022-10-07）.
17. ↑  .   [2023-08-25]. （原始内容存档于2023-01-27）.
18. ↑  .   [2023-08-25]. （原始内容存档于2022-10-08）.
19. ↑  .   [2023-08-25]. （原始内容存档于2023-03-29）.
20. ↑  http://www.eiopek.co.rs/pdf/DKM-s.pdf （页面存档备份，存于）DKM-s
21. 1 2 3  .   [2023-08-25]. （原始内容存档于2022-10-08）.
22. ↑  .   [2023-08-25]. （原始内容存档于2022-10-08）.
23. ↑  . 2017-08-13  [2023-08-25]. （原始内容存档于2022-10-07）.
24. 1 2  http://www.mod.gov.rs/lat/17187/nabavka-novih-lazara-3-za-vojsku-srbije-17187 （页面存档备份，存于） - Izjava ministra Stefanovića
25. 1 2  http://www.mod.gov.rs/lat/14342/ministar-vulin-domaca-pamet-u-sluzbi-napretka-nase-vojske-14342 （页面存档备份，存于） - Izjava pukovnika Pavkovića
26. ↑  .   [2023-08-25]. （原始内容存档于2022-10-09）.
27. ↑  .   [2023-08-25]. （原始内容存档于2022-10-08）.
28. 1 2  .   [2023-08-25]. （原始内容存档于2022-10-08）.
29. ↑  .   [2023-08-25]. （原始内容存档于2023-01-01）.
30. ↑  .   [2023-08-25]. （原始内容存档于2022-10-08）.
31. ↑  .   [2023-08-25]. （原始内容存档于2023-07-21）.
32. ↑  . 2011-04-21  [2023-08-25]. （原始内容存档于2023-07-21）.
33. ↑  .   [2023-08-25]. （原始内容存档于2009-04-10）.
34. ↑  . 2011-04-27  [2023-08-25]. （原始内容存档于2021-04-28）.
35. ↑  .   [2023-08-25]. （原始内容存档于2022-04-15）.
36. ↑  .   [2023-08-25]. （原始内容存档于2023-07-21）.
37. ↑  . 2020-02-05  [2023-08-25]. （原始内容存档于2023-07-21）.
38. ↑  . 1996  [2023-08-25]. （原始内容存档于2024-04-26）.
39. ↑  .   [2023-08-25]. （原始内容存档于2023-07-21）.
40. ↑  .   [2023-08-25]. （原始内容存档于2023-07-21）.
41. ↑  .   [2023-08-25]. （原始内容存档于2022-12-06）.
42. ↑   (PDF).   [2023-08-25]. （原始内容存档 (PDF)于2022-10-12）.
43. ↑  .   [2023-08-25]. （原始内容存档于2023-07-21）.
44. ↑  https://www.yugoimport.com/sites/default/files/documents/2022-09/UORZ%20Radar%20warning%20system.pdf （页面存档备份，存于） - UORZ Radar warning system
45. ↑  . 2020-12-02  [2023-08-25]. （原始内容存档于2023-06-08）.
46. ↑  .   [2023-08-25]. （原始内容存档于2022-10-05）.